# Јеврејско гробље у Лавову
Јеврејско гробље у Лавову (рус. Еврейские кладбища во Львове, укр. Єврейські кладовища у Львові) се налази у граду Лавов, Лавовска област, Украјина, познато и као гробље Јановка (рус. Яновское кладбище). Старо јеврејско гробље у северно-западном делу Лавова једно је од најстаријих у источној Европи. Заједно за Високим замком и црком светог Николаја представља историјско олићење Лавова. То је и највече јеврејско гробље у Галицији. Јеврејима је тек у 16-17. веку дозвољено имати јеврејско гробље. Гробље се деле на Старо гробље, Ново гробље и Мала гробља (од 1872)

## Старо гробље
Најстарије некрополе датирају у 1348. (име Якуб) и 1378. (Мирјам, кћер Саула). У архивима Лавова први пут јеврејско гробље је поменуто 1414. године. Према запису из 1480. сваки Јевреј је био дужан платити 30 гроша годишње за гробно место, данак је извршен на дан светог Николаја.
Година 1601, 1624. и 1628. јеврејско гробље је докупило земљишта. Границе гробља су биле први пут видне на плану града 1766. године, које је било између улица Рапопорта, Пивоварске, Клепарске и Базарне. Познати Јевреји били су погребани у централном делу; основатељ дрогобичких солених рудника Јевреј Волчко, први лавовски рабин Јакуб Кикенес (1503), основатељ синагоге Златна Ружа Изак Нахманович (1595), основатељ јеврејског сејма Пољске Изуе Фалк (1614), ректор јешиве (талмудска школа) Хајим Рајнес (1728) Недалеко од централног дела налази се ред од 129 некропола, жртвам језуитскога погрома 1664. године. Пуно некропола датира у 1855. због епидемије колере, тада је и нестало места на Старом гробљу.

## Ново гробље
Ново гробље су открили након заузуиања свих места на Старом гробљу 1855, на Пилиховском хрибу, поред улице Јановка (Јановска). Тамо су такође покопани увађени Јевреји Лавова (Емануел Блуменфелд, Емил Бик, рабин Швабахер, Ехезикел Каро, Натан Ливенштајн). 1856. Ефраим Виксел даровао је паре за нову синагогу на Новом гробљу. 1875. јеврејска скупност је дорадила улицу Јерошенка, на чијој адреси се гробље налази и данас. 1890. гробље добија литожелезну ограду у неороманском стилу. 1894. направљен је административни улаз на гробље. 1912. изграђена је кућа чистоће (бет-тахара, где припремају мртвог пре покопа) у стилу сецесије.

## Мања јеврејска гробља
Маја 1872. још једно гробље открито је на лавовскем Знесењу, за јеврејске становнике приградских насеља. Друго јеврејско гробље је било откривено код психиатричне клинике 1884. у Куљпарку. Почетком 20. века јеврејско гробље је било на Замарстиновом, које су затворили пред Први светски рат. 1918. на Кортумовом парку изграђен је споменик прогрома у новембру 1918. године, где су сахрањени и јеврејски војници аустро-угарске војске.

## Судбина гробља
Старо гробље је добило статус споменика још за време Аустро-угарске (почетак 20. века), тај статус је потврдила и Пољска за време њене окупације након Првог светског рата. Нацистичке власти Немачке у Другом светском рату су хтеле гробље порушити. У мају 1942. лавовски Јуденрат обратила се администрацији Галиције с молбом да се гробље очува, одзива није било, но гробље је уништено за време Совјетског Савеза 1947, када је за време Комунизма страдало и много других верских зграда. На месту Старог гробља данас стоји Краковски трг.
Ново гробље је изгубило Бет-тахар у експлозији 1943. (за време Трећег рајха). После Другог светског рата Јевреји су обновили Ново гробље и обновили Бет-тахар. 1962. совјетске власти распустиле су јеврејску општину у Лавову а Ново гробље ујединили са локалним хришћанским гробљем. Сада се на том гробљу налази већина хришћанских гробља а у јужној делу и неколико муслиманских гробља.
Тренутачно у Лавову више нема одељеног Јеврејског гробља.

## Фотогалерија
- Аврум Шмулевич Вајсман
- породица Најберг
- Јаков Тевјевић Шнајдерман
- Григориј Јурјевич Розентал
- Фељдман Данила Јосифовна
- Вексман Екатерина Борисовна
- Берштин Рахил Менделевна
- Гумецкаја Нина Федоровна
- Софија Израилевна Гершаник